# Max Sollmann

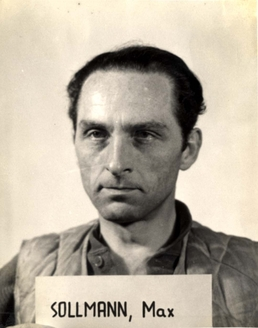
Max Sollmann während der Nürnberger Prozesse

Max Sollmann (* 6. Juni 1904 in Bayreuth; † 27. Mai 1978 in München) war ein deutscher Kaufmann, SS-Führer und Leiter des Lebensborn e. V. zur Zeit des Nationalsozialismus.

## Leben
Sollmann absolvierte nach seiner Schulzeit in München eine Ausbildung bei den Graphischen Kunstanstalten Bischoff und war danach in Kunstgewerbebetrieben tätig. Nach dem Ersten Weltkrieg gehörte Sollmann zwischen 1920 und 1921 dem Freikorps Epp und dem Bund Oberland an.
Der NSDAP (Mitgliedsnummer 14.528) schloss sich Sollmann 1921 an. Im November 1923 nahm Sollmann als einer der jüngsten Teilnehmer am Hitlerputsch teil und wurde dafür später mit dem Blutorden ausgezeichnet.
Von 1929 bis 1934 hielt sich Sollmann in Kolumbien auf. Dort war er Eigentümer mehrerer Kaufhäuser. Danach kehrte er ins Deutsche Reich zurück.
Nach dem zwischenzeitlichen Verbot der NSDAP trat er 1937 erneut in die Partei ein (Mitgliedsnr. 35.362). Sollmann wurde 1937 im Rang eines SS-Untersturmführers Mitglied der SS (Mitgliedsnr. 282.277) und stieg in dieser NS-Organisation 1940 bis zum SS-Standartenführer auf. Sollmann war auch Träger des Goldenen Parteiabzeichens der NSDAP und erhielt die Dienstauszeichnung der NSDAP in Silber und Bronze.

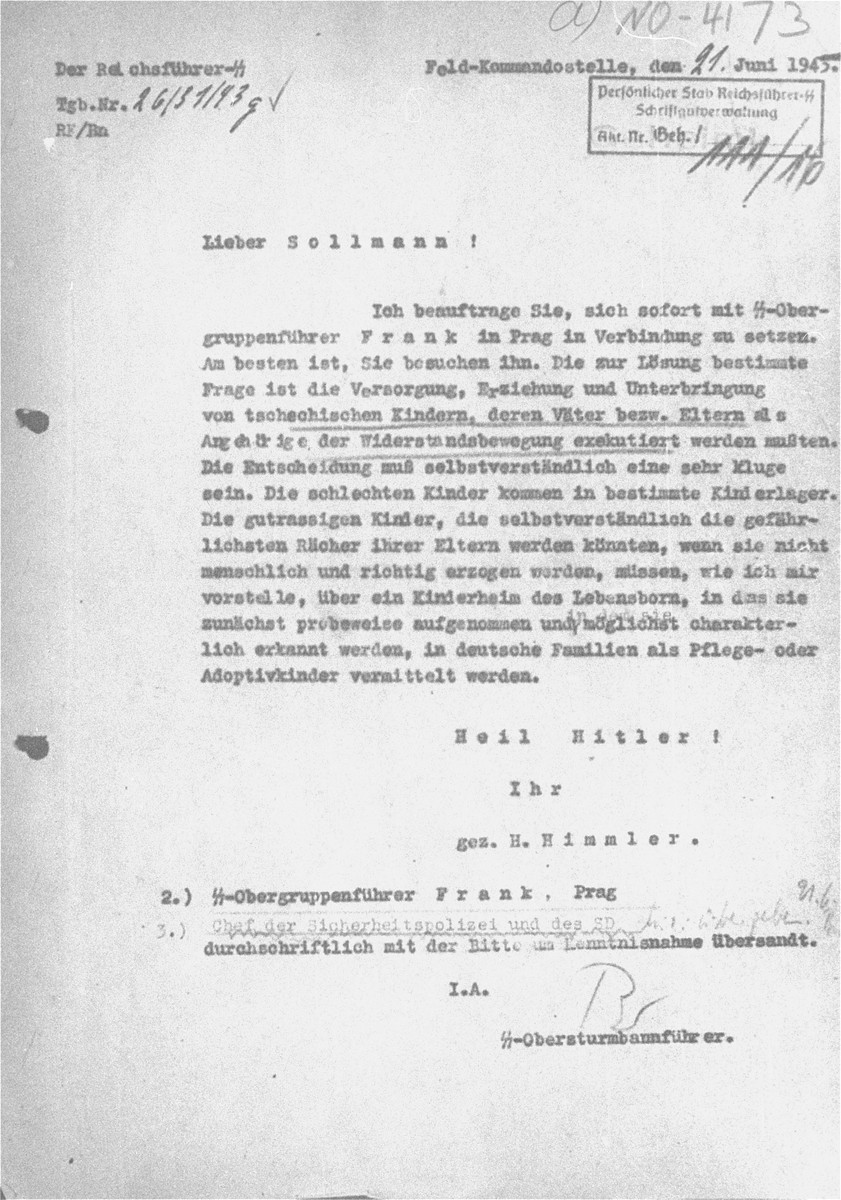
Himmlerauftrag zur Behandlung der Kinder exekutierter Tschechen

Nach Ausbruch des Zweiten Weltkrieges war Sollmann beim Reichskommissar für die Festigung des deutschen Volkstums Referent und Sonderbeauftragter für Wirtschaftsfragen. Durch den Reichsführer SS Heinrich Himmler wurde Sollmann im Frühjahr 1940 damit beauftragt, bei dem hoch verschuldeten Lebensborn e. V. eine Buchprüfung vorzunehmen. Sollmann wurde am 11. April 1940 auf Anordnung Himmlers geschäftsführend Nachfolger von Guntram Pflaum beim Lebensborn e. V. Von Mai 1940 bis zum Kriegsende im Frühjahr 1945 war Sollmann als Geschäftsführer Leiter des Lebensborn e. V. Ärztlicher Leiter des Lebensborn war Gregor Ebner. Ab April 1942 gehörte Sollmann als Amtsleiter der Abteilung L dem persönlichen Stab Himmlers an.
In einem Schreiben vom 21. Juni 1943 wies Himmler Sollmann an, Karl Hermann Frank in Prag aufzusuchen, um mit ihm das Schicksal der Kinder von tschechischen Widerstandskämpfern, die hingerichtet worden waren, zu besprechen. Die Kinder mit schlechten rassischen Anlagen sollten in gewisse Lager für Kinder verbracht werden, die mit guten rassischen Anlagen sollten auf Probe – Himmler äußerte die Befürchtung, die Kinder könnten ohne angemessene Fürsorge und Erziehung zu den gefährlichsten Rächern ihrer Eltern werden – im Lebensborn aufgenommen und nach einem eventuellen Charaktertest als Adoptiv- oder Pflegekinder an deutsche Familien verteilt werden. Das Treffen zwischen Frank und Sollmann fand am 2. Juli statt. In einem Schreiben vom 7. Juli an Himmler teilte Sollmann diesem mit, er würde für die Vermittlung der Kinder, sofern rassisch akzeptabel und noch nicht im schulpflichtigen Alter, an deutsche Familien durch den Lebensborn sorgen.

## Nach 1945
Nach Kriegsende wurde Sollmann interniert und im Rahmen der Nürnberger Prozesse im Prozess Rasse- und Siedlungshauptamt der SS am 1. Juli 1947 mit 13 weiteren Beschuldigten angeklagt. Sollmanns Verteidigung wurde von Paul Ratz unter Assistenz von Heinrich Rentsch übernommen. Am 10. März 1948 wurde Sollmann aufgrund seiner Mitgliedschaft in der SS wegen der Zugehörigkeit zu einer verbrecherischen Organisation zu zwei Jahren und acht Monaten Haft verurteilt. Die Strafe galt als verbüßt. In den Anklagepunkten der Entführung ausländischer Kinder, der Wegnahme der Kinder von Ostarbeitern sowie des Plünderns von öffentlichem und privatem Eigentum wurde er für nicht schuldig befunden; das Gericht begründete sein Urteil in diesen Punkten u. a. damit, dass es der Anklage nicht gelungen sei, eine Beteiligung des vom Gericht als Wohlfahrtsorganisation charakterisierten Lebensborns sowie dessen Mitarbeiter an den systematischen Kindesentführungen der Nationalsozialisten nachzuweisen. Der Lebensborn sei zudem nicht an der Arisierung der von ihm genutzten Eigentümer beteiligt gewesen; Sollmann habe sogar eine Million Reichsmark aus Barmitteln des Lebensborns als Entschädigungssumme hierfür bereitgestellt, dass die tatsächliche Zahlung ausgeblieben war; sei nicht ihm, sondern höheren Reichsstellen anzulasten.
Im Rahmen der Entnazifizierung wurde Sollmann 1950 von der Münchner Hauptspruchkammer zu 30 Tagen Arbeit und Einziehung eines Teils seines Vermögens verurteilt. Sollmann ging, ebenso wie weitere ehemalige Mitarbeiter des Lebensborn e. V., gegen das Urteil in Berufung, der jedoch nicht stattgegeben wurde. Das Urteil fiel dennoch milde aus: Die Strafe zur Sonderarbeit galt als verbüßt und die Geldstrafe wurde auf 50 DM reduziert.
Während seines Berufslebens war Sollmann als Auslandskorrespondent für den Kunstverlag Hirmer tätig, leitete die Korrespondenz- und Werbeabteilung der „Dichtl-Spitze“ und war bei der Münchner Antik-Kunst als Geschäftsführer angestellt. Weiterhin war er Vorstand bei einer Grundstücks-AG, stand einer Wirtschaftsprüfungsgesellschaft vor und wickelte die Glashütte Rauscha ab.
Sollmann lebte in den 1970er Jahren in Steinhöring.